# Schannen Ernő
Schannen Ernő (Perjámos, 1853. október 27. – Budapest, 1916. április 22.) író, műfordító, műépítész. Fia Schannen Artúr volt.

## Életpályája
Szülei: Schannen János és Klug Borbála voltak. A reáliskolát Szegeden, a főreáliskolát Budán járta ki. Tanulmányait Zürichben végezte el 1873-ban Gottfried Semper tanítványaként. Eleinte Ybl Miklós építési irodájában dolgozott. 1878-ban részt vett a bosznia-hercegovinai hadjáratban mint tartalékos mérnök-hadnagy. Hazatérése után előbb Kallina Mór, majd Hauszmann Alajos munkatársa volt. 1900-tól több német nyelvű verskötete jelent meg. Utóbb önállóan, majd fiával, Schannen Artúrral több vidéki kastélyt és 20-nál több bérházat épített.
Szépirodalommal és műfordítással is foglalkozott.

## Ismert épületei
- 1891–1893: Tauffer-palota, Budapest, Bródy Sándor u. 10.[5][6][7]
- 1892: Gerlóczy utcai és Erzsébet körúti, barokk és reneszánsz elemekkel díszített bérházak
- 1892–1894: a volt Grünwald Szanatórium, Budapest, Városligeti fasor 13.[5]
- 1893–1894: bérház, Budapest, Üllői út 30.[8]
- 1894: Karfunkel-bérház, Budapest, Nagymező u. 25. (Gutwillig Józseffel közös munka)[9]
- 1894–1896: Nemzeti Szálló, volt Rémy Szálló, Budapest, József körút 4.[5][10]
- 1895: bérház, Budapest, Liszt Ferenc tér 4.[11]
- 1897–1898: Lustig-bérház, Budapest, Rákóczi út 80.[12]
- 1898–1899: bérház, Budapest, Bajza utca 54.[11]
- 1898-1899: Hatvany-Deutsch-kastély, Sárvár, Szatmár u.[13]
- 1900 k.: Deutsch-kastély, Vecsés–Felsőhalompuszta[14]
- 1900–1901: sarokbérház, Budapest, Fővám tér 2-6.[4][5]
- 1901: Deutsch-palota (ma: Europool Befektetési Alapkezelő Rt.), Budapest, Szabadság tér 15.[4]
- 1903: bérház, Budapest, Üllői út 9–11.[4]
- 1904: Szevera ház, Budapest, Károly körút 14.[4][15]
- 1904: lakóház, Budapest, Ó utca 6.[16]
- 1905 k.: Dőry-kastély, Zsitvagyarmat (Žitavce, Szlovákia)[14]
- 1906: Kohn Lajos Imre és Kohn A. Bódog bérháza, Budapest, Boráros tér 6.[4][17]
- 1908: Kohn Lajos Imre és Kohn A. Bódog bérháza, Budapest, Angyal utca 7/a-b.[4][18][19]
- 1908–1909: bérház, Budapest, Bródy Sándor utca 17.[20]
- 1910: Fáy kastély, Pécel[21]
- 1910–1912: Ulrich-ház, Budapest, Bajcsy-Zsilinszky út 31.[11]
- 1911: lakóház, Budapest, Ráday utca 38-40.[4][22]
- 1914: lakóház, Budapest, Gogol utca 22. (Forbáth Imrével és Földes Edével közös alkotás)[23]
- 1914: Gyukits-villa, Budapest, Hermina u. 18. / Ida utca 4.[24]
- ?: Attila úti bérház, Budapest, Attila út

### Tervben maradt épületek
- 1900: Osztrák-Magyar Bank, Budapest[25]

## Irodalmi alkotásai
- Múlt, jelen, jövő (1907)
- Kinizsi Pál (vígjáték, Budapest, 1910)

## Képtár

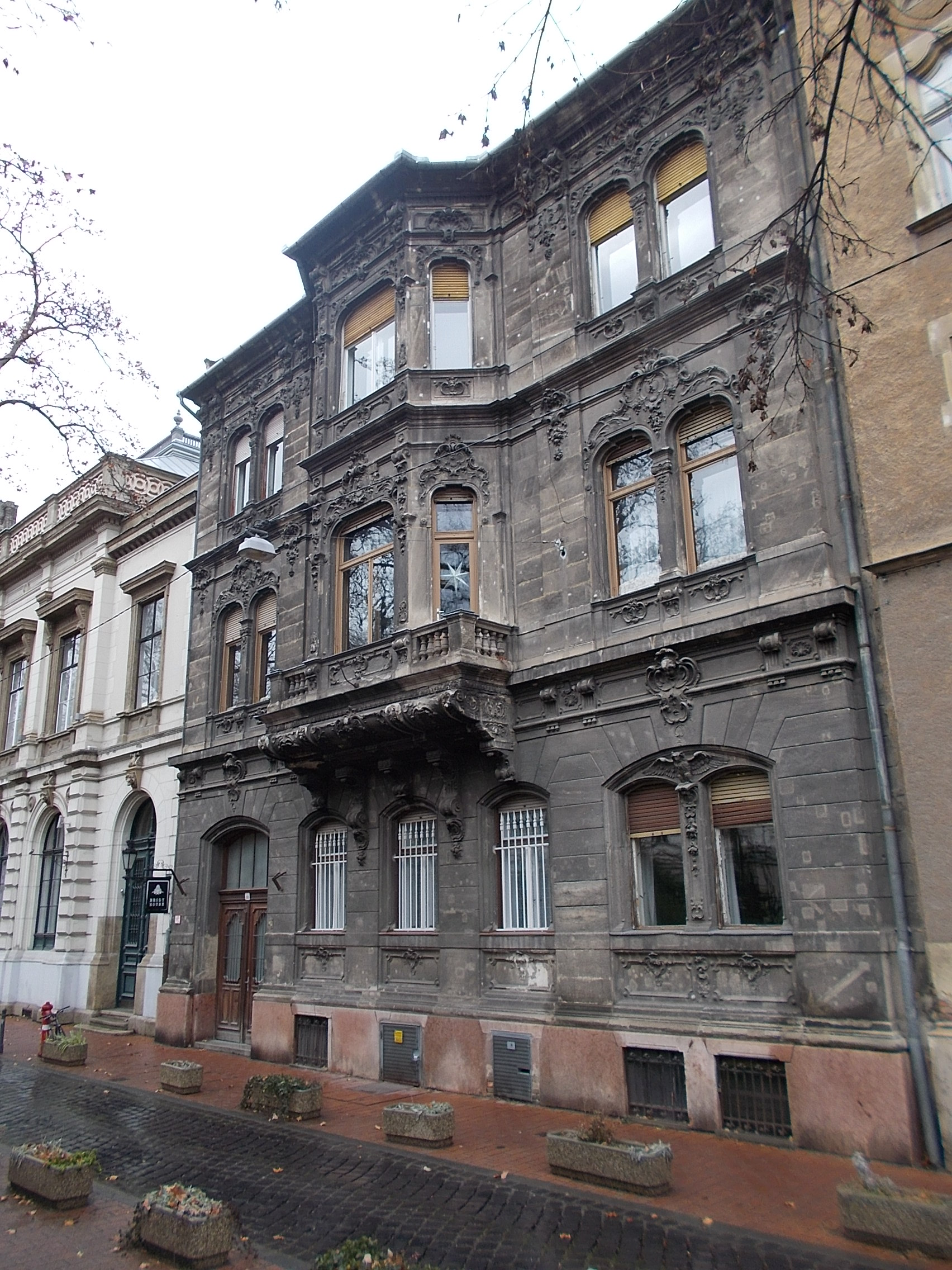
Tauffer-palota, Budapest
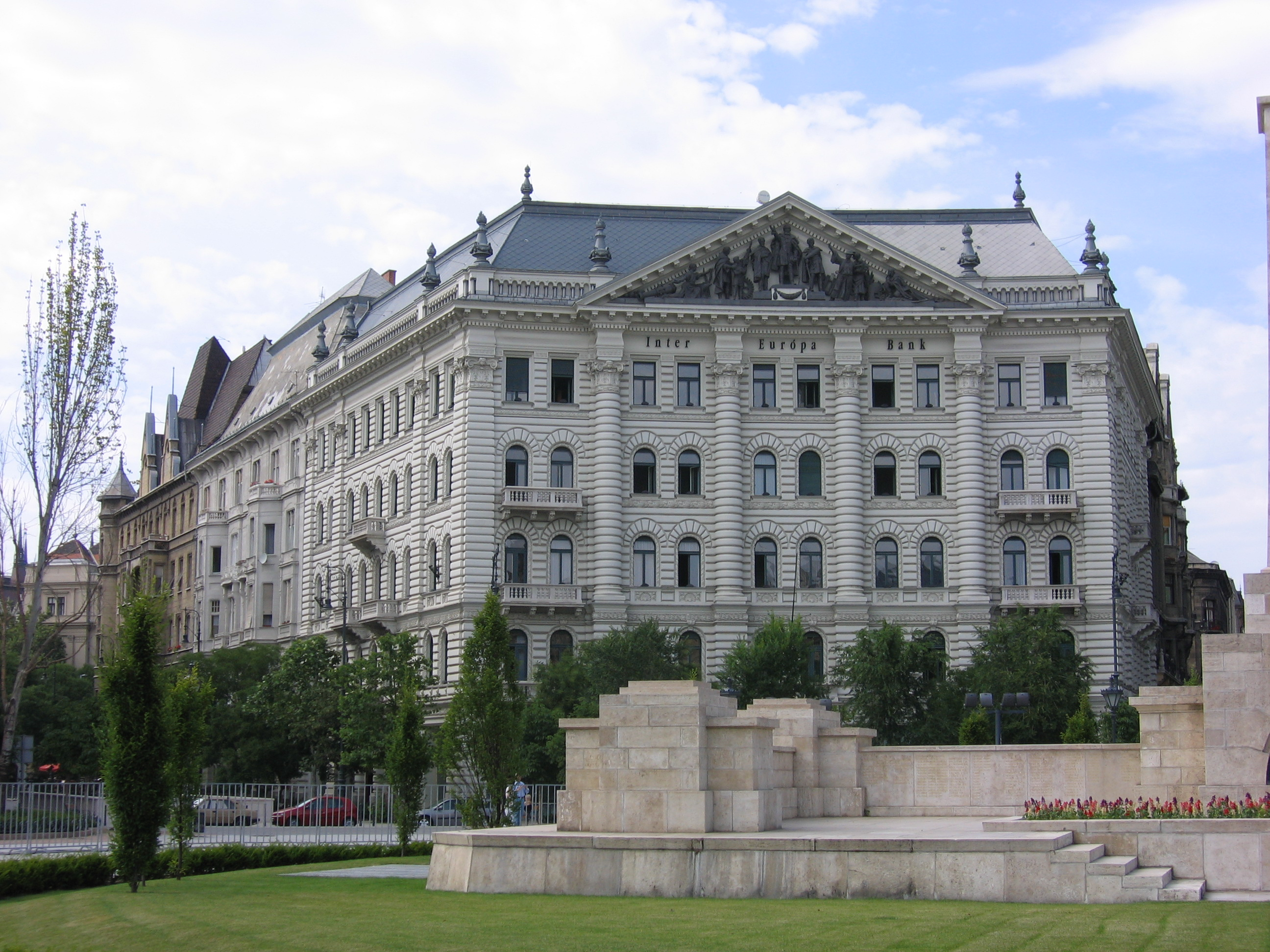
Deutsch-palota (ma: Europool Befektetési Alapkezelő Rt.), Budapest
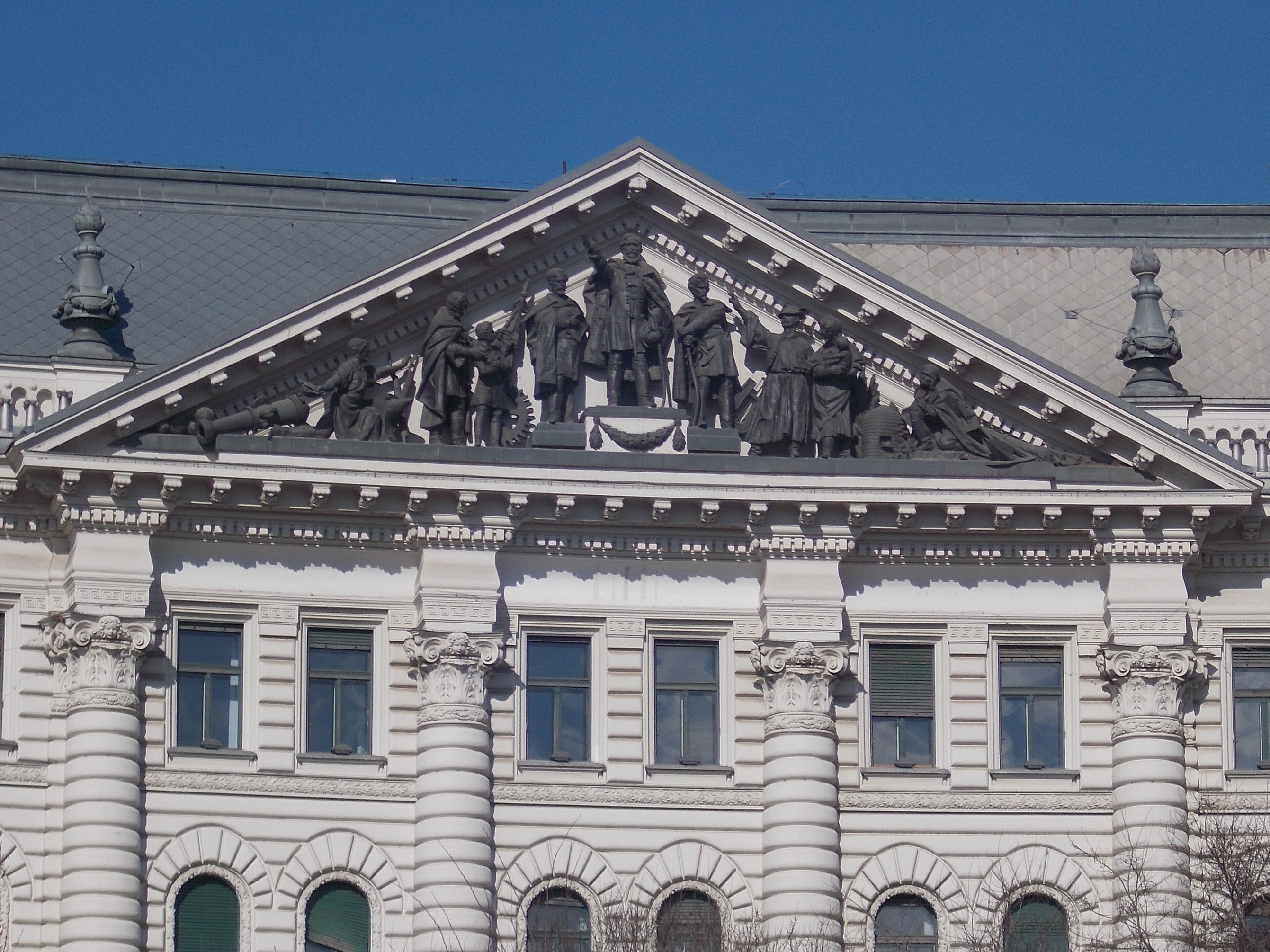
Deutsch-palota (ma: Europool Befektetési Alapkezelő Rt.), Budapest (részlet)
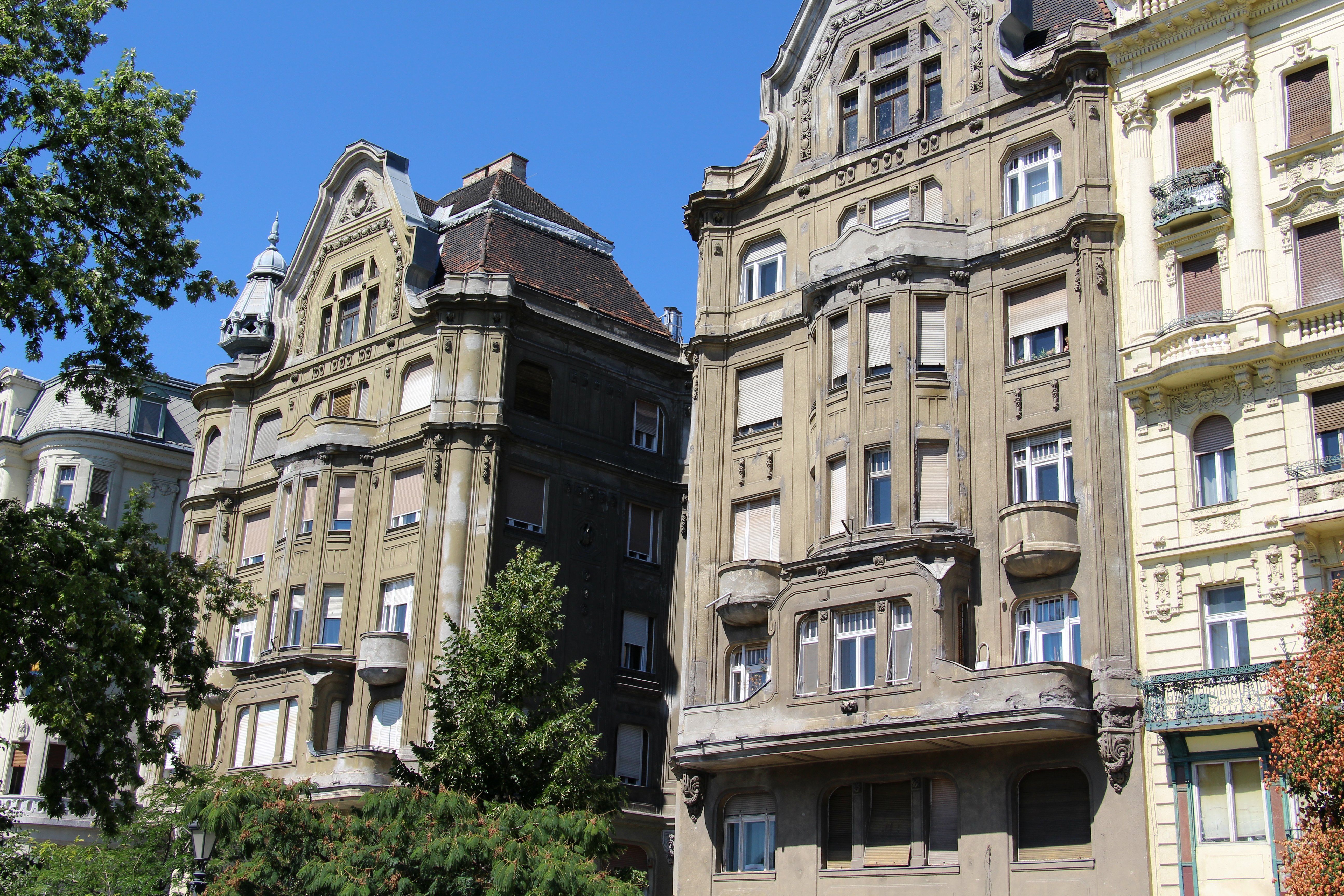
Fővám tér 2-3., Budapest
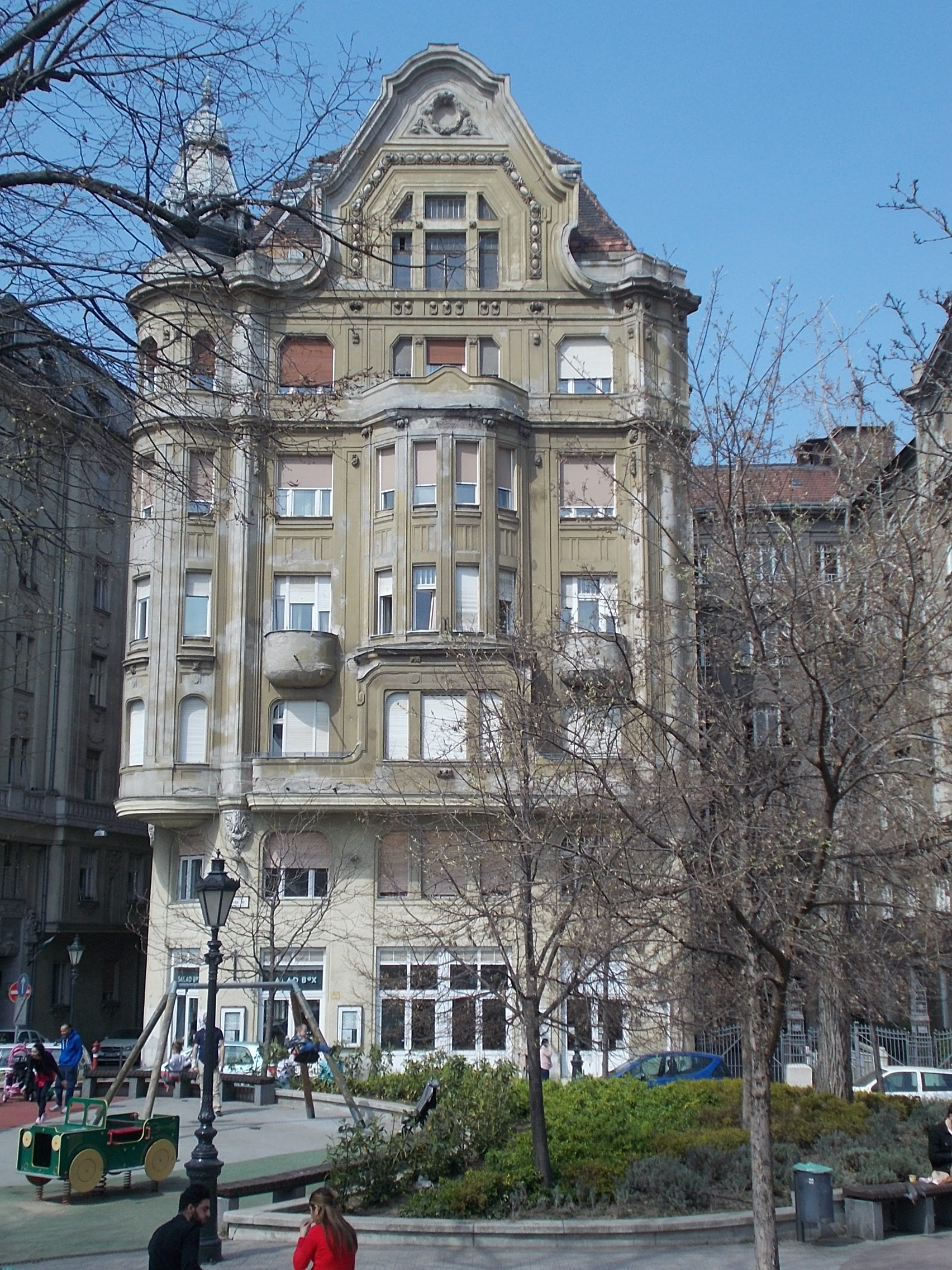
Fővám tér 2-3., Budapest
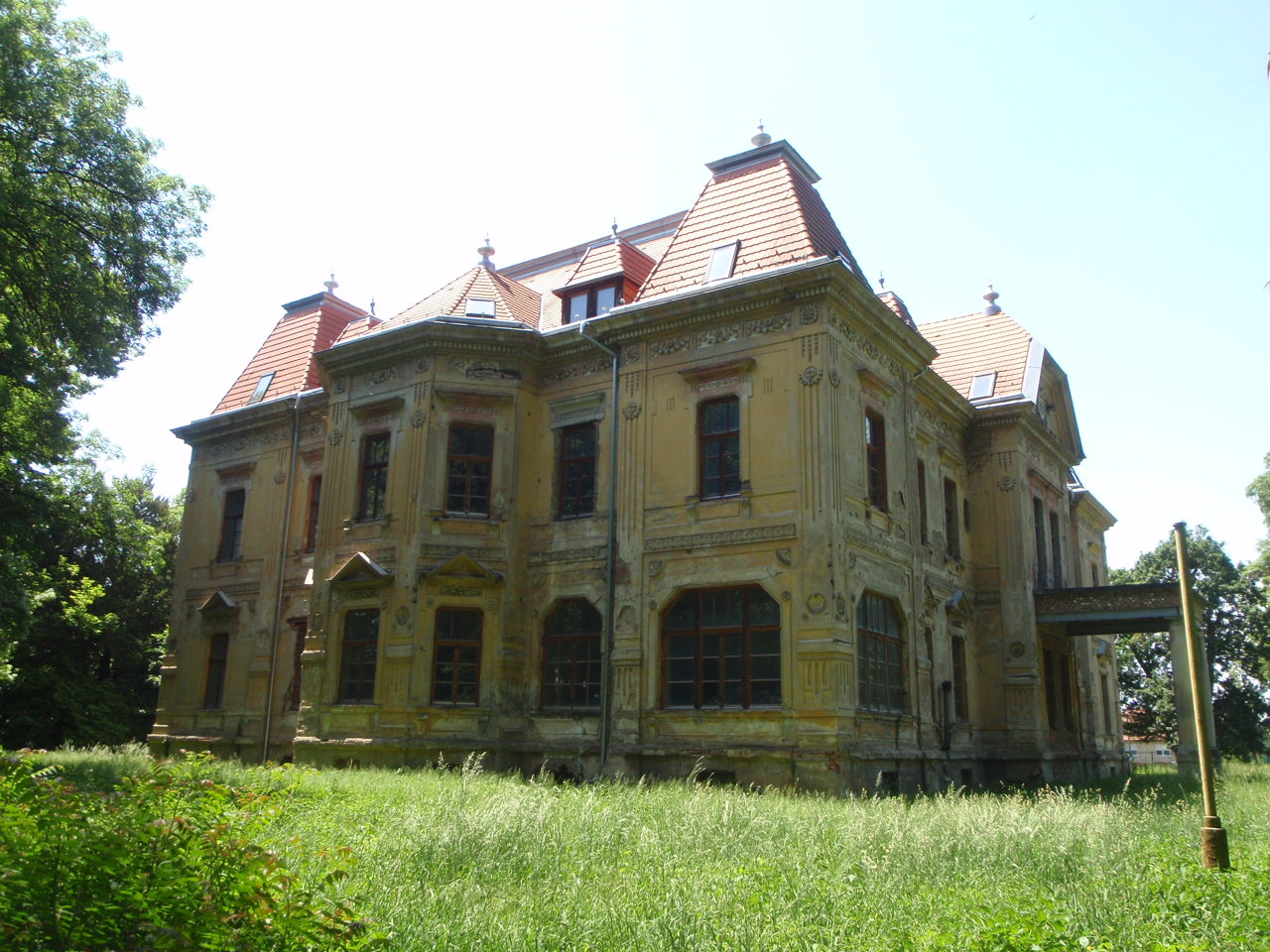
Hatvany-Deutsch-kastély, Sárvár
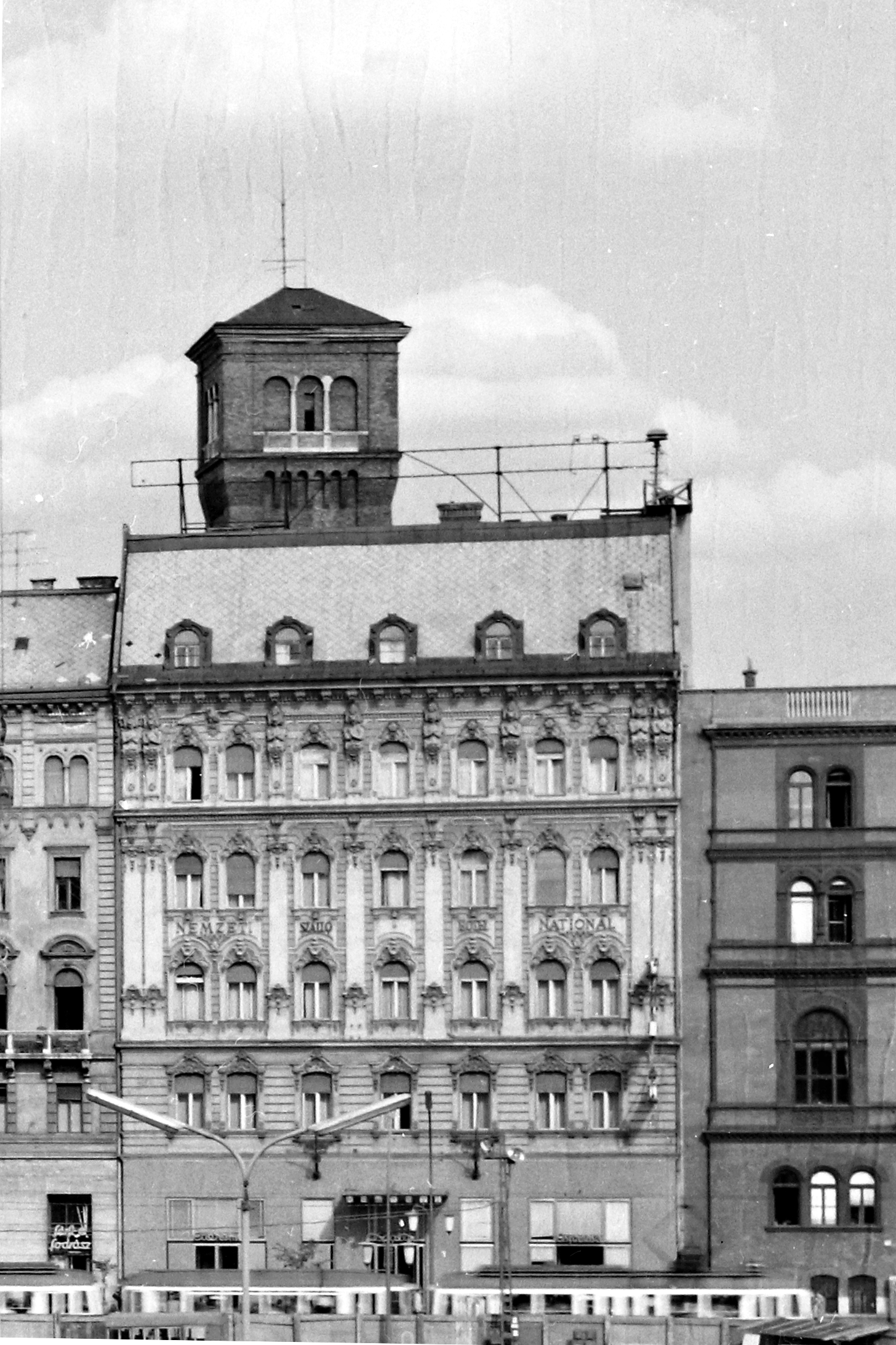
Nemzeti Szálló, Budapest
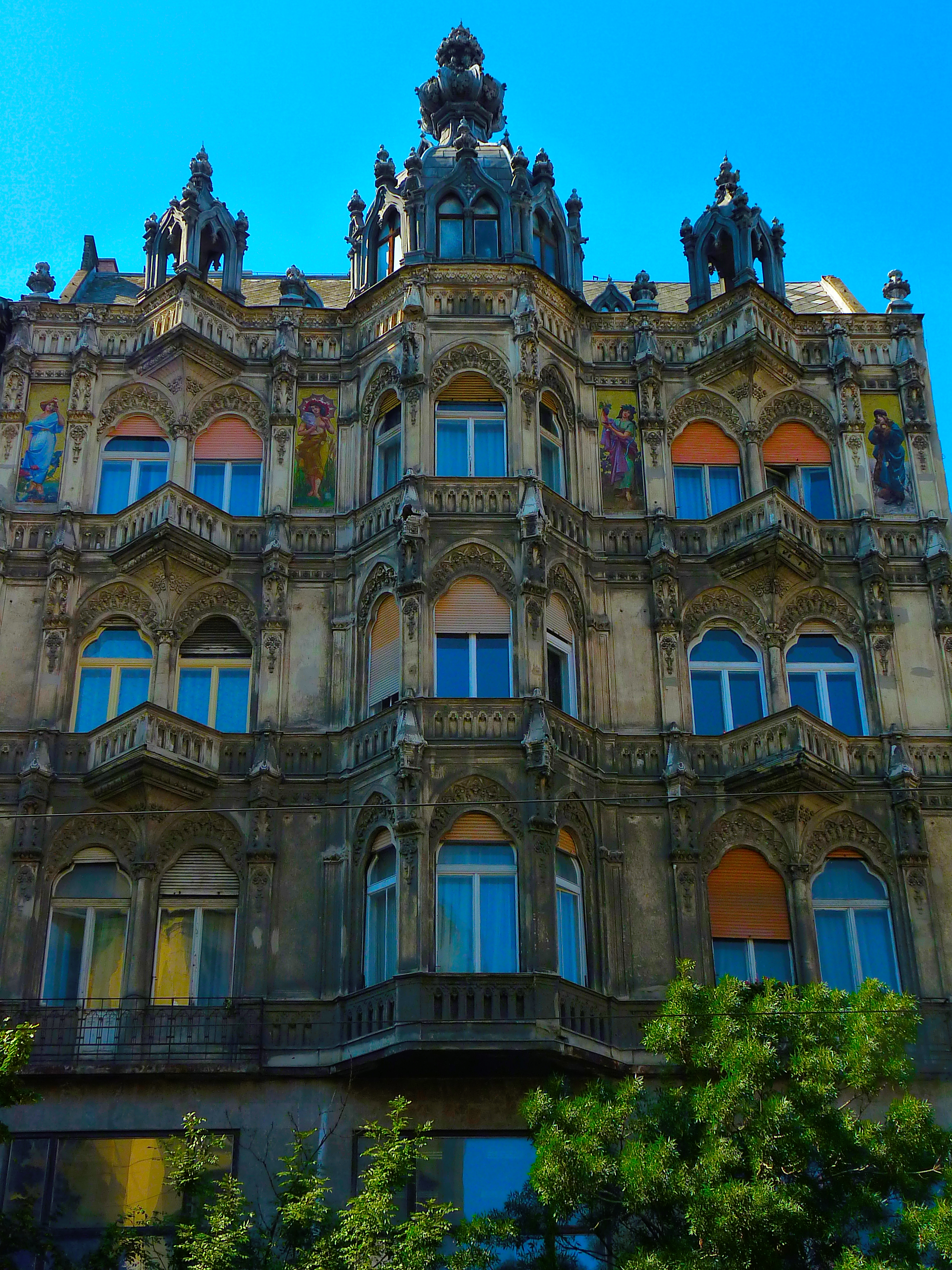
Szevera ház, Budapest (felújítás előtt)
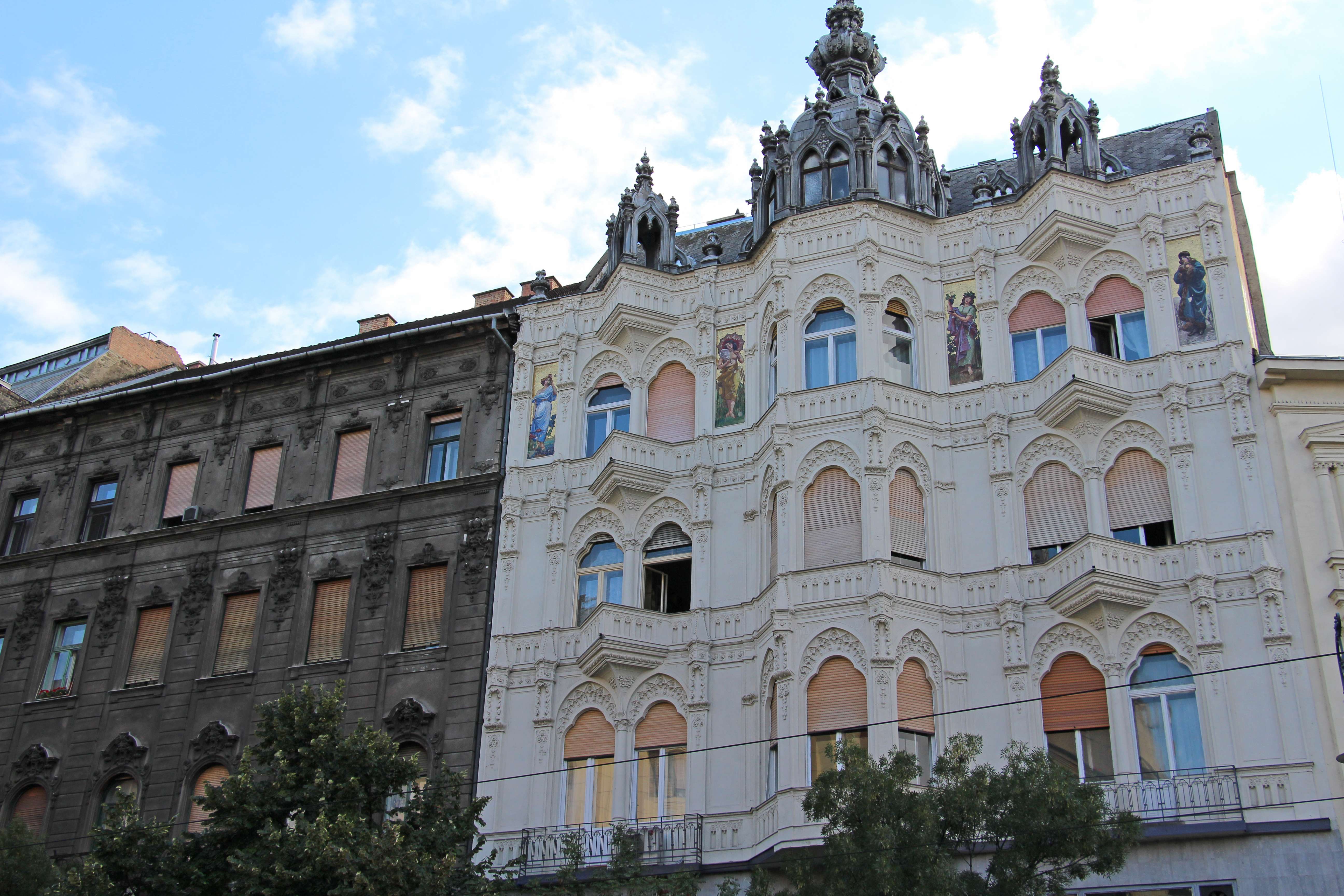
Szevera ház, Budapest (felújítás után)
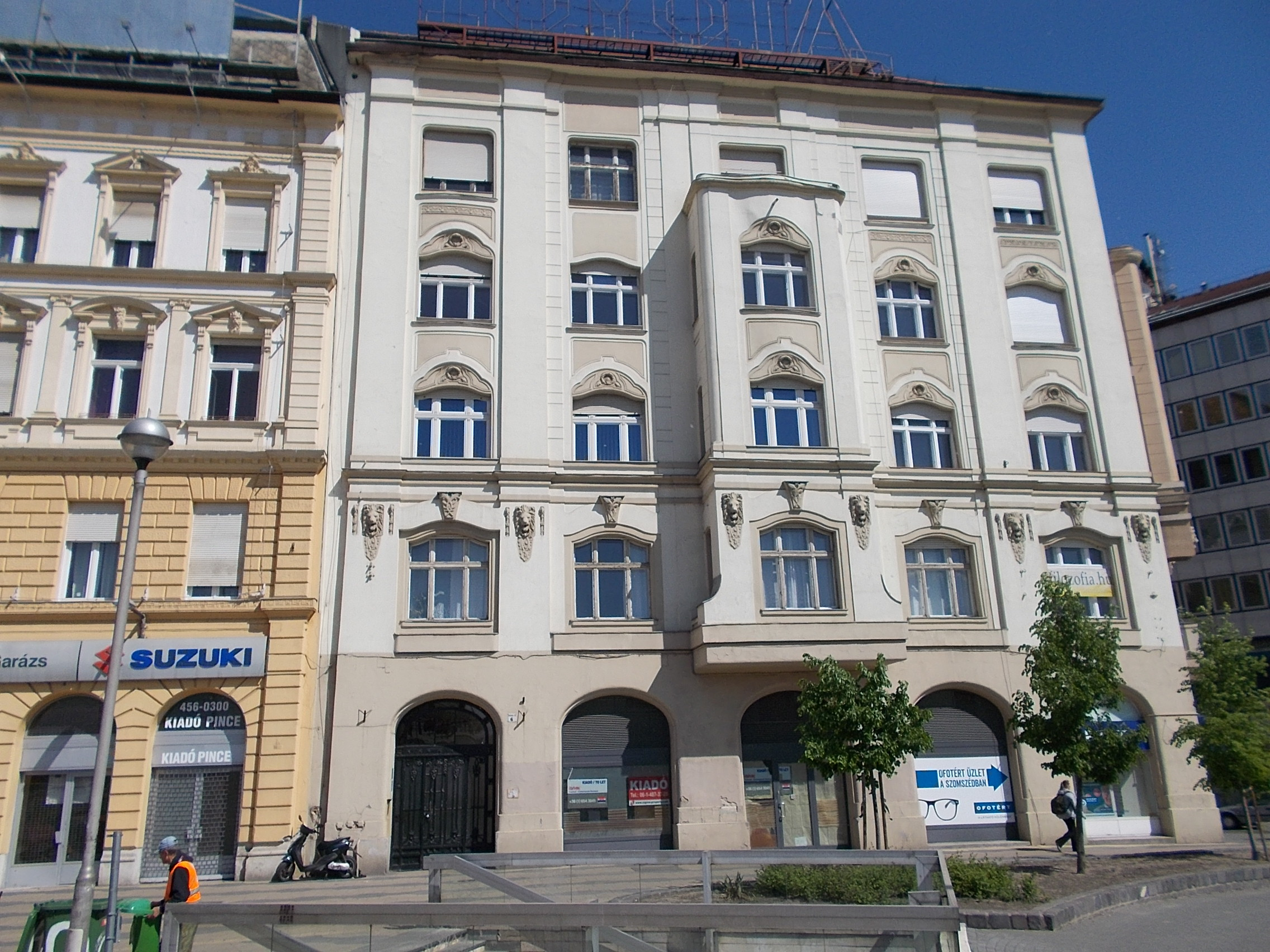
Boráros tér 6., Budapest
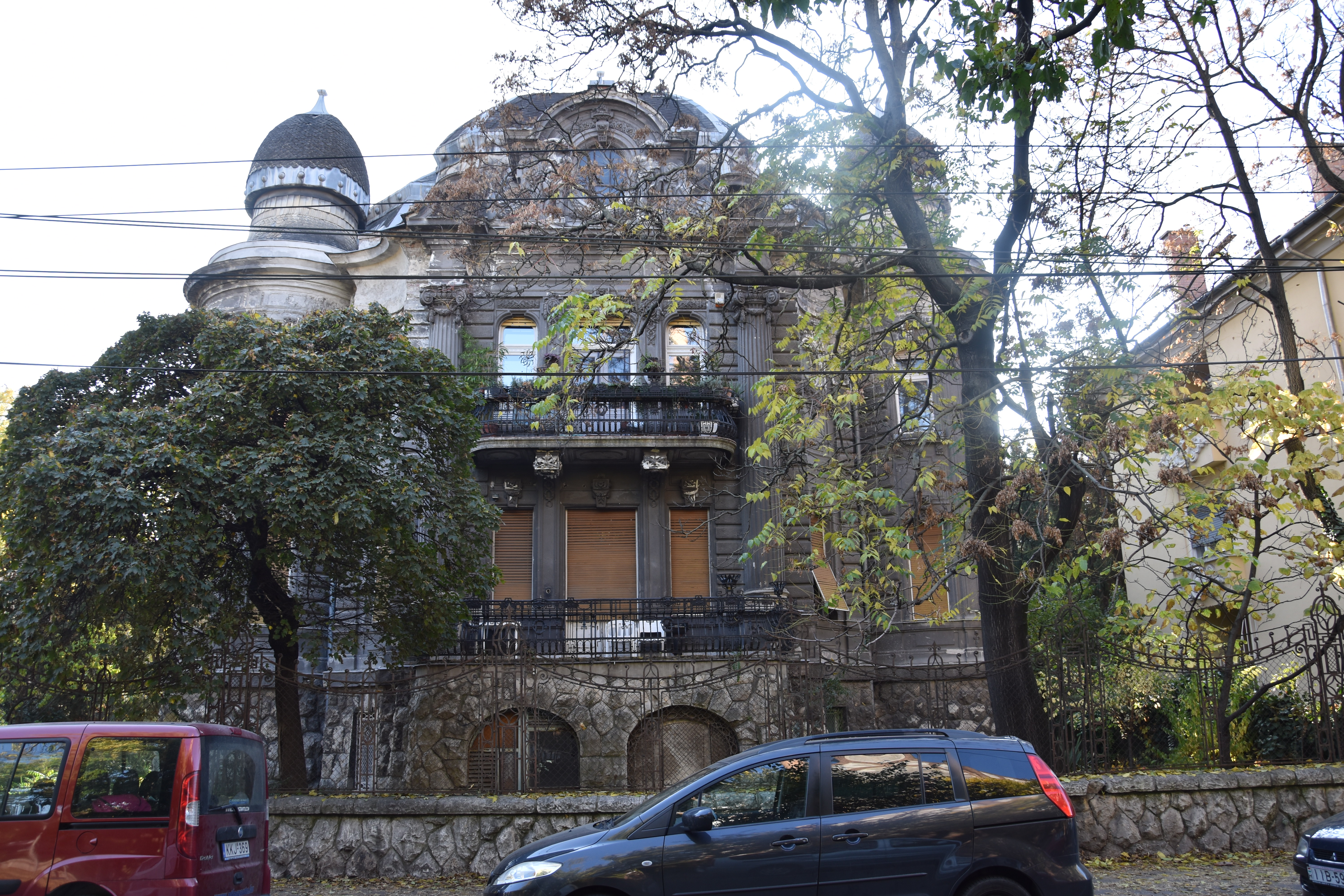
Gyukits-villa, Budapest